# 浅見光彦シリーズ (フジテレビのテレビドラマ)
『内田康夫サスペンス 浅見光彦シリーズ』は、1995年から2018年までフジテレビ系で放送されたテレビドラマシリーズ。歴代の主演は榎木孝明（第1作 - 第14作）、中村俊介（第15作 - 第53作）。
放送枠は「金曜エンタテイメント」（第1作 - 第23作）、「金曜プレステージ」（第24作 - 第50作）、「土曜プレミアム」（第40作）、「赤と黒のゲキジョー」（第51作）、「金曜プレミアム」（第52作）、「ミステリードラマSP」（第53作）。
「フジテレビ版」では、中村俊介と榎木孝明による現在の光彦と過去の光彦の共演が実現している。
第28作〜第30作では、「浅見伝説三部作」として放送された。
第53作放送では内田康夫への追悼メッセージが流れた。

## キャスト

### 浅見家
浅見光彦
演 - 榎木孝明（第1作 - 第14作）、中村俊介（第15作 - 第53作）（幼少期：室岡優吾〈第33作〉）
ルポライター。第17作では陽一郎の提案で秋田県副知事に就任する望月世津子の秘書を務める。大学の卒論テーマは「万葉集」（第25作）。
※榎木孝明は、最後の光彦役となった第14作「黄金の石橋」で、俳優・絵樹卓夫役との二役で出演している。
※2代目の中村俊介も、最後の光彦役となった第53作「浅見光彦殺人事件」で、自身の偽者役との二役で出演している。
浅見和子
演 - 五十嵐めぐみ（第32作）
陽一郎の妻。旧姓「設楽」。
浅見祐子
演 - 山口あゆみ（第33作）（幼少期：石井香帆〈第33作〉）
12年前に土砂崩れで死亡した光彦と陽一郎の妹。
浅見奈美
演 - 和泉妃夏（第35作）
光彦のいとこ。奈美の友人の朝倉理絵の父・義昭は3年前に何者かに毒殺された。半年後、いまだに犯人が捕まらないため、痺れを切らした奈美が光彦に犯人捜索の依頼をする。
浅見陽一郎
演 - 西岡徳馬（第1作 - 第14作）、榎木孝明（第17作 - ）
光彦の兄。警察庁刑事局長。東京大学の卒業生。
浅見雪江
演 - 野際陽子（第1作 - 第53作）
光彦と祐子と陽一郎の母。

### その他
吉田須美子
演 - 西尾まり（第1作 - 第3作）、藤田瞳子（第15作 - ）
浅見家のお手伝い。
藤田克夫
演 - 小倉久寛（第15作・第16作・第21作・第23作 - 第25作・第28作 - 第31作・第38作 - 第40作・第42作・第44作・第46作・第50作・第52作・第53作）
雑誌「旅と歴史」の編集長。
内田康夫
演 - 内田康夫（第4作〈ノンクレジット〉・第7作〈ノンクレジット〉・第14作）、伊東四朗（第29作・第30作・第50作・第53作）
推理作家。軽井沢の先生。光彦の事件簿を小説に書き下ろしたこともあり、今では公私にわたる家族ぐるみの付き合い。
内田康夫宅の隣人夫婦
演 - 内田康夫（第29作・第30作）、早坂真紀（第29作・第30作）
内田康夫の小説の大ファン。喫茶店で光彦と藤田と内田が打ち合わせ中に夫婦で訪れ、内田が二人に紹介する（第29作）。第30作ではエンディングで水上流の能の舞台を光彦たちと観る。
浅見陽一郎の秘書
演 - 濱田和幸（第17作 - 第19作・第21作）

### ゲスト
榎木孝明版（第1作 - 第14作） / 中村俊介版（第15作 - 第34作） / 中村俊介版（第35作 - 第53作）
★（ヒロイン）

#### 榎木孝明版（第1作 - 第14作/1995年 - 2002年）
第1作「伊香保殺人事件」（1995年）
- 三ノ宮由佳（桃陰流の弟子・竹久夢二伊香保記念館 学芸員） - 鮎ゆうき ★
- 大戸世志子（桃陰流の大幹部・大戸の妻） - 水城蘭子
- 大戸美智夫（パンワールドファイナンス 専務） - 三上直也
- 林雅彰（群馬県警伊香保警察署 署長） - 唐沢民賢
- 沢村（横井後援会 事務局長） - 松熊信義
- 岡野松美（池永家の住み込みお手伝い） - 松井紀美江
- 河野美恵（桃陰流幹部） - 川田しのぶ
- 石井雅子（桃陰流幹部） - 杉原あつ子
- 杉田美沙 - 菊地彩
- イネ（桃陰流の家政婦） - 山本緑
- 三ノ宮武士（由佳の父・志乃の夫・20年前に階段から転落死） - 勝光徳
- 谷口洋（横井後援会 会計） - 伊藤幸純
- 森田（記者） - 濱田和幸
- 和泉（クラブ店長） - 吉満涼太
- 池永恵一郎（ゼネコンオーナー・10年前脳梗塞） - 下元勉
- 三ノ宮志乃（つたや物産店 店主・由佳の母・世志子の小学校の同級生） - 中原早苗
- 高木正一（群馬県警伊香保警察署 刑事） - 河原さぶ
- 川上トキ（桃陰流家元） - 藤村志保

第2作「横浜殺人事件」（1996年）
- 藤本紅子（「横浜テレビ」の番組「TVグラフィック24」のプロデューサー） - 国生さゆり（子供時代：安川まり） ★
- 多田（神奈川県警察 刑事） - 沼田爆
- 谷本清一（岡松物産 社長室長・静江の孫） - 鶴田忍
- 宮田直介（「TVグラフィック24」のサブキャスター・弁護士） - 小野武彦
- 小林（「TVグラフィック24」のディレクター） - 畠山久
- 山名めぐみ（「TVグラフィック24」のレポーター） - 三島美佳子
- 小此木正志（暴力団組員） - 吉江芳成
- 小宮（神奈川県警察 刑事） - 川原和久
- 浜路智子（浜路と寿子の娘） - 鈴木てるえ
- 浜路恵一（岡松物産庶務課 課長） - 佐々木一哲
- 安原良子（「TVグラフィック24」のメインキャスター） - 片岡聖子
- 佐山トミ（「ザ・ホテルヨコハマ」清掃員） - 大坪日出代
- 矢野（「ザ・ホテルヨコハマ」マネージャー） - 浅沼晋平
- 藤本桃代（紅子の母・3年前病死） - 川田しのぶ
- 浜路寿子（恵一の妻） - 上杉二美
- 奈美（「TVグラフィック24」のスタッフ） - 寺田千穂
- 岡松静江（岡松物産 先代社長夫人） - 東恵美子

第3作「唐津佐用姫伝説殺人事件」（1996年）
- 成沢久子（陶芸家・登陽の内弟子） - 南野陽子 ★
- 広山忠緒（陶芸家） - 塩屋俊
- 村田さと子（活魚料理「玄界」店主） - 辻沢杏子
- 佐橋仁史（登陽の長男） - 大木聡
- 佐橋文登（登陽の次男） - 宮本大誠
- 村上繋男（登陽の弟子） - 青島健介
- 黒川（レストラン支配人） - 北町嘉朗
- 佐賀県警呼子警察署 課長 - 山辺隆人
- 佐橋登陽（有田焼の13代陶芸家・浅見光彦の父の知り合い） - 神山繁
- 有田ポーセリンパーク 館長 - 茂木和範
- 影山秀太郎（大学教授・陶芸評論家） - 睦五朗
- 草間完治（陶芸作家） - 井原啓介
- 安田（警視庁西新宿警察署 警部補） - 橋本功

第4作「津和野殺人事件」（1997年）
- 樋口実加代（杉森依子に瓜二つの女性） - 森口瑤子 ★
- 杉森依子（紀江の長男〈友義〉の恋人・故人） - 森口瑤子（二役）
- 樋口久美（実加代の母・杉森依子の娘・5年前 夫が死亡） - 高林由紀子
- 日隈敬子（朱鷺本家のお手伝い） - 棟里佳
- 竹内（竹内古美術店 店主・久美の養父・実加代の養祖父） - 庄司永建
- 神津洋二（神津家当主の叔父） - 三上直也
- 朱鷺慶四郎（朱鷺本家当主・上の朱鷺家から養子・3年前に妻が死亡） - 片桐竜次
- 朱鷺寛一（岡の朱鷺家） - 外山高士
- 朱鷺勝蔵（下の朱鷺家・朱鷺製鋼 社長） - 市原清彦
- 朱鷺喜一郎（広島〈安芸〉の朱鷺家） - 入江正徳
- 一場時子（杉森依子の娘と偽った女） - 志賀眞津子
- 木本レン（茶店店員） - 星野晶子
- 一場貴子（時子の娘） - 川田しのぶ
- 後藤宣子（シスター） - 山本与志恵
- 森泉泰晴（津和野町郷土館 郷土館長） - 仲谷昇
- 鈴木敦雄（警視庁東巣鴨警察署 署長） - 堀部隆一
- 萩（警視庁東巣鴨警察署 刑事） - 渡辺寛二
- 青木（島根県警捜査一課 刑事） - 清河寛
- 朱鷺勝一（下の朱鷺家・勝蔵の息子） - 山田良隆
- 井手秀一（島根県警捜査一課 警部補・現在は警視庁東巣鴨警察署に研修で派遣されている） - 秋野太作
- 朱鷺紀江（朱鷺本家・2人の息子は既に他界） - 南美江

第5作「別府・姫島殺人事件」（1997年）
- 中瀬古朝子（女子大生） - 小林恵 ★
- 中瀬古大志（土産物屋経営・朝子の父） - 浜田光夫
- 属優貴雄（蔵吉と美代の長男・朝子に付き纏っている男） - 藤堂新二
- 笠原政幸（笠原開発 社長） - 片岡五郎
- 浦本智文（写真家） - 井原啓介
- 中瀬古芳江（朝子の母・中瀬古の妻） - 和泉ちぬ
- 属美代（蔵吉の妻） - 五十嵐美恵子
- 属佳那子（蔵吉と美代の長女） - 福井淑恵
- 属芳樹（直樹と佳那子の息子） - 山田良隆
- 属環（直樹と佳那子の娘） - 高遠彩子
- 杉岡（大分県警国東警察署 警部） - 中丸新将
- 中島（姫島派出所 巡査） - 門田俊
- 福富一雄（政治家） - 鶴岡修
- 木堂（笠原の部下） - 貴山侑哉
- 須藤隆（福富の秘書） - 寺田農
- 才賀（警部補） - 六平直政
- 属直樹（東九州造船所 社長・佳那子の夫・婿養子） - 長谷川哲夫
- 属蔵吉（属家当主・姫島の名家） - 森塚敏

第6作「漂泊の楽人〜越後・沼津殺人事件〜」（1998年）
- 漆原肇子（幼稚園の保母・貴志の婚約者） - 藤谷美紀 ★
- 畑山（静岡県警沼津中央警察署 警部補） - 赤塚真人
- 漆原睦子（肇子と宏の母） - 宮内順子
- 漆原宏（肇子の兄・浅見光彦の大学時代の友人） - 青島健介
- 曽根袈裟男 - 青島健介（二役）
- 矢野貴志（東日本第一銀行富士支店 行員・矢野の息子） - 伊藤芳則
- 谷山元治（総合経済研究社 役員） - 石見榮英
- 内海英光（総合経済研究社 会長） - 菅根康夫
- 二宮（静岡県警沼津中央警察署 刑事） - 飯田基祐
- 矢野隆一郎（東日本第一銀行 常務） - 夏八木勲

第7作「恐山殺人事件」（1998年）
- 藤波紹子（伸男の弟子・高川音楽教室の元生徒） - 大路恵美 ★
- 関根真琴（20年前に田沢湖に投身自殺） - 大路恵美（二役）
- 唐橋春美（浅見光彦の大学時代の知り合い） - 野村真美（子供時代：宮崎あおい）
- 杉山ハツ（博之の母） - 北村壽子
- 高川伸男（高川音楽教室の責任者・作曲家） - 若松武史
- 斉藤（映画監督） - 井原啓介
- 杉山博之（高川音楽教室の講師） - 谷本一
- 高川（伸男の兄） - 林田和久
- 井出啓介（映画プロデューサー） - 柴俊夫
- 司会 - 下崎篤
- 石井（青森県警むつ警察署 警部補） - 菅原大吉
- 宮坂周（映画脚本家） - 升毅
- 杉山サキ（老イタコ・博之の祖母） - 左幸子

第8作「平家伝説殺人事件」（1999年）
- 稲田佐和（平家の落人の血を引く女性） - 森下涼子 ★
- 橋本（警視庁戸塚東警察署 警部補） - ベンガル
- 当山林太郎（喫茶店「藤ノ川」店主・「高知県西土佐村の藤ノ川」出身） - 佐戸井けん太
- 堀之内雄作（フェリーの一等航海士・浅見光彦の友人） - 五代高之
- 稲田教由（2年前にフェリーから海に転落した男性） - 剛たつひと
- クラブ「サルート」ママ - 渡辺康子
- 登紀子（当山のマンション「高田馬場コーポラス」管理人） - 片岡富枝
- 友杉範子（ホステス） - 中野若葉
- 稲田広信（佐和の祖父・教由の父） - 藤田啓而
- 古本屋「稲光堂書店」主人（当山の知人） - 藤井敏夫
- 西本（警視庁西麻布警察署 刑事） - 掛田誠
- 田所（駐在所の巡査） - 吉満涼太
- 山根（萌子のマンション「ドルチェ南青山」管理人） - 井上裕季子
- 千恵（ホステス・教由と萌子が以前住んでいたアパート「第二立花荘」の隣人） - 川田しのぶ
- 稲田萌子（クラブ「サルート」ホステス → クラブ「女優」ママ・教由の元妻・旧姓「多岐川」） - 東てる美

第9作「斎王の葬列」（1999年）
- 小宮山佳鈴（劇団「東京ユニコーン」団員・映画「斎王の葬列」ヒロイン役） - 高橋かおり ★
- 白井貞夫（劇団「東京ユニコーン」監督・浅見光彦の高校時代からの友人） - 梨本謙次郎
- 塚越民子（綾子の母） - 中原早苗
- 長屋明正（劇団「東京ユニコーン」元団員・甲東木材製作所 専務） - 近童弐吉
- 塚越綾子（劇団「東京ユニコーン」マネージャー） - 河合亜美
- 久米美佐子（土山町文化財調査委員会 文芸員） - 島崎路子
- 望田（土山町立歴史民俗資料館 顧問） - 井原啓介
- 長屋トメ（明正の祖母） - 山口夏穂
- 野元元治（34年前殺害） - 広田正光
- 藪（三重県警鳥羽警察署 刑事・江間の部下） - 青島健介
- 劇団「東京ユニコーン」団員 - 貴山侑哉
- 永田 - 濱田和幸
- 江間（三重県警鳥羽警察署 刑事） - でんでん
- 長屋敬三（明正の父） - 西田健
- 長屋富子（明正の母） - 松金よね子
- 喬木英一（劇団「東京ユニコーン」スポンサー・喬栄建設 社長） - 清水章吾

第10作「イーハトーブの幽霊」（2000年）
- 郡池愛（ジャズ喫茶「ベイシー」アルバイト・郡池と侑城子の娘） - 平山綾 ★
- 大杉清隆（教育評論家・花巻市立上花城中学校の卒業生） - 大和田伸也
- 大杉トシ（大杉の妻・ブティック「アイリス」常連客） - 未來貴子
- 郡池侑城子（郡池の妻） - 白石まるみ
- 葛石（岩手県警捜査一課 警視） - 浅野和之
- 猪俣三郎（花巻市立上花城中学校の卒業生・埼玉県和光市在住） - 冷泉公裕
- 笠野良介（ジャズ喫茶「ベイシー」マスター） - 綾田俊樹
- 代田のり子（代田の妻） - 村野友美
- 橋本（橋本万年筆製作所 店主） - 小池榮
- 代田聡（郵便局長・花巻市立上花城中学校の卒業生） - 佐々木一哲
- 小林（岩手県警花巻東警察署 巡査部長） - 綿引勝彦
- 郡池充（ブティック「アイリス」経営者・花巻市立上花城中学校の卒業生） - 下塚誠
- 宮瀬浩一（花巻市立上花城中学校の卒業生・中学時代は郡池のグループのいじめ被害者・当時のニックネーム「また」） - 坂下光一郎
- 宮瀬の母（36年前にいじめられていた宮瀬を助けようとして豊沢川で事故死） - 大谷恭子
- 新山（岩手県警花巻東警察署 刑事） - 橋村琢哉
- 鑑識課員 - 下崎篤
- 金野為造（市議会議員・花巻市立上花城中学校の卒業生） - 長谷川哲夫

第11作「皇女の霊柩」（2001年）
- 池本志保（池本の妻・馬籠の元脇本陣） - 酒井和歌子
- 池本美雪（池本と志保の娘） - 遠野凪子 ★
- 大石（長野県木曽南警察署 部長刑事） - 有薗芳記
- 大杉幸仁（美雪の友人） - 斉藤陽一郎
- 池本光一（蕎麦屋店主） - 山本紀彦
- 大塚瑞枝（東和大学 職員） - 河合亜美
- 弘田裕子（会社員） - 久里きなこ
- 佐々木圭子（佐々木伸三の姉） - 絵沢萠子
- 山下州平（東和大学 人類学 講師） - 坂本朗
- 柏木克之（美雪の叔父） - 井原啓介
- 佐々木（圭子と伸三の母・認知症） - 戸川暁子
- 伊藤（警視庁上大崎警察署 刑事） - 山田良隆
- 山田（長野県木曽南警察署 刑事・大石の部下） - 濱田和幸
- 大塚（大塚工房 店主・瑞枝の兄） - 門田俊
- 弘田（裕子の兄） - 大林隆之介
- 山下初子（山下の妻） - 棟里佳
- 八木沢俊夫（東和大学 人類学 教授・婿養子） - 原田大二郎
- 瀬戸原（教授・皇女和宮の遺体発掘調査の研究で有名な人物・浅見陽一郎の大学の恩師） - 室田日出男

第12作「三州吉良殺人事件」（2001年）
- 鹿島里見（通泰の孫） - 中山忍 ★
- 長富（愛知県警蒲郡警察署 警部） - 逢坂じゅん
- 篠原洋一（三州総合開発 元社員・里見の元恋人） - 緒形幹太
- 鹿島行雄（通泰の息子・里見の叔父） - 真夏竜
- 喬木弘（三州総合開発 専務） - 石井愃一
- 鹿島通泰（三州総合開発 会長） - 児玉謙次
- 三枝（通泰の戦友） - 長沢大
- 鹿島泰一（里見の父・通泰の息子） - 浅沼晋平
- 小坂（愛知県警蒲郡警察署 刑事・長富の部下） - 清河寛
- ホテルのフロント係 - 川田しのぶ
- 篠原京子（洋一の母・故人） - 一紗まひろ
- 鹿島朋子（里見の母・泰一の妻） - 高橋浩子
- 戸谷満（興和商事 役員・通泰の戦友） - 出光元

第13作「津軽殺人事件」（2001年）
- 石井靖子（司法浪人生・石井の娘） - 石原真理絵 ★
- 高野常則（養鶏業者・石井の友人） - 井原啓介
- 横山美智代（石井古美術 店員） - 松本あまり
- 鳥居輝一（篤子の息子） - 清河寛
- 結城麗子（女優） - 河合亜美
- 高野利江（高野の妻） - 北河多香子
- 村上正巳（司法浪人生・靖子の知人・浅見光彦の大学の同級生） - 福本伸一
- 横山勝男（美智代の父） - 門田俊
- 横山富子（美智代の母） - 福井淑恵
- 鳥居篤子（洋装店「スワン」 店主） - 村野友美
- 花田（青森県警弘前警察署 警部補） - 菅原大吉
- 岡本（青森県警弘前警察署 刑事・花田の部下） - 川口真吾
- 堀越（警視庁赤坂警察署 警部補） - 中谷彰宏
- 加部伸也（カベエンタープライズ 社長・実業家） - 田中健
- 山下（カフェ「エサーコノ」マスター） - 山田良隆
- AD - 濱田和幸
- 満代（石井の亡き知人の妻） - 山本緑
- 前崎良雄（高野の知り合い・2000年8月5日にダムで転落死） - 須賀良
- 植木（ダムの職員） - 高月忠
- 石井修二（石井古美術 店主） - 木村元
- 藤井宇一（映画プロデューサー） - 赤塚真人

第14作「黄金の石橋」（2002年）
- 絵樹卓夫（俳優） - 榎木孝明（二役）
- 緩鹿智美（女子大生・藤田克夫の友人の娘） - 安達祐実 ★
- 新田翔（喫茶店「可否館」マスター・智美の恋人） - 細川茂樹
- 北原竹蔵（金鉱作業員） - 山本亘
- 新田あや子（翔の母） - 渡辺康子
- 絵樹くに子（絵樹の母） - 北村魚
- 木村（尺八職人） - 坂田金太郎
- 新田栄次（薩央建設 社長・翔の父） - 小倉馨
- 石原英之（鹿児島県警鹿児島中央東警察署 刑事） - モト冬樹
- 中野（鹿児島県警鹿児島中央東警察署 刑事・石原の部下） - 水野純一
- 茂森聖（茂森清太の息子） - 坂東優伍
- 田平芳信（石橋研究家） - 峰岸徹

#### 中村俊介版（第15作 - 第34作/2003年 - 2009年）
第15作「金沢殺人事件」（2003年）
- 春山順子（金沢学園大学文学部の学生・千賀の親友・高校時代は永瀬香奈子の教え子） - 後藤理沙 ★
- 春山瑞枝（花火師・順子の母） - 岡まゆみ
- 北原絹江（旅館の女将・千賀の母） - 銀粉蝶
- 北原千賀（音大生・高校時代は永瀬香奈子の教え子） - 秋本渚
- 宮本（警視庁西ヶ原警察署 警部） - 石田太郎
- 柏木（石川県警金沢中警察署 課長） - 不破万作
- 小堀（警視庁西ヶ原警察署 刑事・宮本の部下） - 飯田基祐
- 岡林（石川県警金沢中警察署 刑事・柏木の部下） - 増田由紀夫
- 三石（警視庁西ヶ原警察署 刑事・宮本の部下） - 川口真吾
- 芳崎志穂（玉織繊維 役員・芳崎の妻） - 北河多香子
- 友井（白山工房 主人） - 井原啓介
- 山野浩子（山野の妻） - 棟里香
- 金沢中央大学のスタッフ - 中込佐知子
- 一ノ瀬美和（玉織繊維 元秘書・山野の愛人） - 久保浩子
- 野口（千賀のアパートの隣人） - 岩村愛
- 山野稔（繊維商社社員・石川考古学同好会 会員） - 並樹史朗
- 永瀬義治（金沢中央大学国文科 助教授・石川考古学同好会 調査顧問） - 塩屋俊
- 芳崎潔（玉織繊維 専務・婿養子・石川考古学同好会 会長） - 江藤潤
- 永瀬香奈子（加賀友禅作家・作家名「村上かな」・3年前まで高校の美術教師・永瀬の妻） - 洞口依子

第16作「日蓮伝説殺人事件」（2003年）
- 伊藤木綿子（「ジュエリー ユーキ」宝石鑑定士） - 菊池麻衣子 ★
- 井上英治（毎朝新聞甲府支局の記者） - 深水三章
- 白木美奈子（「ジュエリー ユーキ」専属宝石デザイナー） - 中村綾
- 塩野満（宝石鑑定士・木綿子の恋人） - ひかる一平
- 結城恭子（孝雄の妻） - 藤田三保子
- 島崎泰子（「ジュエリー ユーキ」製品管理課長） - 松井紀美江
- 宮岡隆一（衆議院議員・孝雄の弟） - 石山雄大
- 結城孝雄（「ジュエリー ユーキ」社長・綾乃の息子〈綾乃に子ができず縁戚の宮岡家から養子〉） - 野上正義
- 伊藤信博（木綿子の父・水晶の元研磨職人） - 浅沼晋平
- 安房小湊の漁師 - 真実一路
- 原田（山梨県警三珠警察署 刑事課長） - 小杉幸彦
- 中井（山梨県警三珠警察署 刑事） - 青島健介
- 依田由夫（「ジュエリー ユーキ」宝石鑑定士） - 吉満涼太
- 兼子義勝（「ジュエリー ユーキ」デザイン室長） - 掛田誠
- 大島（山梨県警三珠警察署 刑事） - 鈴木浩介
- 小村信男（宝石ブローカー） - 高橋翔
- 宮岡の秘書 - 佐藤祐四
- 綾乃の警護 - 田中啓三
- 豊原（綾乃の警護） - 末宗慎吾
- 律子（山梨県立美術館 受付） - 林亜衣子
- 笠森政三（宝飾販売業・伊藤の弟子） - 長谷川哲夫
- 結城綾乃（結城一族の女帝・孝雄の養母） - 南田洋子

第17作「秋田殺人事件」（2003年）
- 望月世津子（文部科学省婦人教育課 課長 → 秋田県副知事・浅見陽一郎の後輩） - 秋本奈緒美
- 石坂留美子（石坂の娘） - 加藤夏希 ★
- 石坂彩代（石坂の妻） - 澤井孝子
- 石坂修（秋田県庁調査部部長付・岩田の元部下） - 中根徹
- 富田秀司（焼身自殺） - 藤野晃
- 富田久里子（クラブのホステス・富田の妻・岩田の愛人） - 北河多香子
- 鵜殿博（秋田杉美林センター 社長） - 谷本一
- 二村和光（秋田杉美林センター 専務） - 門田俊
- 柏原政規（千秋プロモーション 社長） - 井原啓介
- 石橋（秋田県警能代警察署 刑事課長） - 森下哲夫
- 野口礼子（秋田県庁秘書課） - 中野若葉
- 川添（秋田県警能代警察署 刑事・石橋の部下） - きたろう
- 矢羽田（秋田県警秋田北警察署 刑事課長） - 加藤四朗
- 水谷（亀井の秘書） - 鈴木信明
- 塚本（秋田県警能代警察署 刑事・石橋の部下） - 竹内和彦
- 須永（大畠病院 医師） - 窪園純一
- 西村芳恵（大畠病院 看護師） - 前橋咲起子
- 村口宏美（秋田県庁調査部・岩田の元部下） - 白沢靖子
- 医師 - 藤岡大樹
- 小野原昭司（殺し屋） - 佐藤幹
- 菅原大介（殺し屋） - 江口尚哉
- 記者 - 菊池隆志、佐藤智美
- 岩田一（千秋プロモーション 社員・岩田の息子） - 福士誠治
- 亀井資之（秋田県議会議員・元秋田県警秋田北警察署 署長） - 木村元
- 樋口保隆（パーキングセンター守衛・元秋田県警秋田北警察署 刑事課長） - でんでん
- 岩田雅彦（新秋田銀行本店総務部 主任・元秋田県庁調査部 次長） - 中原丈雄

第18作「しまなみ幻想－愛媛・今治殺人事件－」（2004年）
- 村上咲枝（康彦と美和の娘） - 大塚ちひろ ★
- 村上美和（康彦の妻・故人） - 芦川よしみ
- 島崎香代子（ピアノ教師・美和の音大時代からの親友） - 土居裕子
- 伴正之助（村上家の用心棒） - 野村将希
- 陣在実（愛媛県警新居浜警察署 刑事） - 六平直政
- 田替好美（番組制作会社「ナミマプロ」経営者・康彦の同窓生） - 井上純一
- 村上康彦（村上水産 社長） - 五代高之
- 村上勘太郎（村上水産 会長・咲枝の祖父） - 小泉博
- 村上初代（咲枝の祖母） - 星野晶子
- 明子（家政婦） - 亜路奈
- 弘子（美和の母） - 渡辺康子
- 小松牧俊（古美術鑑定士） - 出光元
- 平林啓子（大三島の巫女） - 佑希美和
- 宇高希美（大三島の巫女） - 一紗まひろ
- 竹内（部長刑事） - 中村元則

第19作「ユタが愛した探偵」（2004年）
- 式香桜里（南沖縄観光協会の職員・不思議な能力を持つ女性） - 知念里奈（幼少期：大田ななみ） ★
- 湯本総子（「北区ケーブルテレビ局」記者） - 奥貫薫
- 大城（沖縄県警与那原警察署 刑事） - 新納敏正
- 前盛（沖縄県警与那原警察署 刑事） - 江端英久
- 西崎（「琉球テレビ」社員・12年前に風間と仕事をした男） - 井原啓介
- 福川（「裏の真相社」部長） - 中西良太
- 「裏の真相社」社員 - みのすけ
- 式峰男（香桜里の父・12年前の1992年1月26日に車の運転を誤り転落死） - 山田良隆
- 式賀津江（香桜里の母・峰男の妻・12年前の1992年1月26日に峰男の車に同乗し死亡） - 北河多香子
- 金城カメ（風間の霊を見たというユタ） - 兼城道子
- 牧田（琉球新聞の部長） - 青島健介
- 小西（「北区ケーブルテレビ局」カメラマン） - 川口真吾
- 沖縄料理店店員 - きゃんひとみ
- 風間了（「裏の真相社」社長） - ダン・コージ
- 越坂雅彦（「北区ケーブルテレビ局」部長） - 春田純一
- 比嘉孝義（南沖縄観光協会の事務局長・三線名人） - 藤木勇人

第20作「化生の海－北前船殺人事件－」（2005年）
- 三井所園子（ウイスキー蒸留所の観光客向けガイド・剛史と節代の娘） - 藤谷美紀 ★
- 山科三郎（北陸中日新聞加賀通信局の記者） - 前田耕陽
- 小林（石川県警大聖寺警察署 刑事） - 頭師孝雄
- 有田（石川県警大聖寺警察署 刑事） - 志村東吾
- トミ（家政婦） - 冨田恵子
- 島瀬千代（山荘管理人・千尋の妹） - 服部妙子
- 工藤（松前城資料館 館長） - 小嶋尚樹
- 三井所節代（剛史の妻） - 田島令子
- 蒲田晴枝（北陸中日新聞加賀通信局の記者） - 大西多摩恵
- 三井所剛史（水産物会社の元社員・5年前死亡） - 中島久之
- 宇戸武三（宇戸漆器 社長） - 松熊信義
- 加代子（お花見久衛兵の女将） - 五十嵐めぐみ
- 深草千尋（映画女優） - 佐久間良子（特別出演）

第21作「熊本・菊池伝説殺人事件」（2005年）
- 菊池由紀（商社OL） - 中山エミリ（少女期：大田ななみ） ★
- 菊池義友（菊池会の信州佐久の分家筆頭） - 寺田農
- 菊池清文（義友の息子） - 京晋佑
- 菊池竜三（菊池会分家） - 中西良太
- 菊池嘉代（竜三の妻） - 松井紀美江
- 前田（長野県警臼田警察署 刑事・丸山の部下） - 増田由紀夫
- 水野（長野県警臼田警察署 刑事・丸山の部下） - 清河寛
- 井出（北相木村考古博物館 職員） - 井原啓介
- 丸山寿夫（長野県警臼田警察署 警部） - 鈴木ヒロミツ
- ホテルのフロア係 - 菊池隆志
- 菊池武春（由紀の曽祖父） - 井原道
- 木下（長野県警臼田警察署 刑事・丸山の部下） - 田村学
- 辻稜一（由紀の恋人で同僚） - 浜田学
- 菊池武明（由紀の父） - 中原丈雄
- 菊池武信（菊池会代表） - 神山繁

第22作「「首の女」殺人事件」（2006年）
- 野沢光子（ピアノ講師） - 紫吹淳 ★
- 真杉伸子（光子の姉） - 姿晴香
- 橋田（島根県江津警察署 刑事） - 菅原大吉
- 大沢啓二（富豪） - 小宮健吾
- 真杉民秋（啓徳大学 助教授） - 中谷彰宏
- 久永（彫刻師） - 伊藤洋三郎
- 富沢宏行（広島県業界紙ライター） - 志水正義
- 秋本（島根県江津警察署 刑事） - 水野純一
- 柴山亮吾（啓徳大学文学部 助教授・大沢の義理の弟） - 新藤栄作
- 宮田治夫（劇団作家・伸子の同級生） - 冨家規政

第23作「日光殺人事件」（2006年）
- 智秋朝子（次郎の姪・友康の孫・友忠と佳子の娘） - 原沙知絵 ★
- 添田文江（添田の妻） - 愛華みれ
- 智秋友康（智秋一族の中興の祖） - 織本順吉
- 智秋佳子（友忠の妻） - 山口いづみ
- 山田俊治（次郎の短歌の同人） - 小倉一郎
- 安永重人（次郎の短歌の同人・短歌講師） - 大出俊
- 水谷老人（次郎の短歌の同人） - 江藤漢斉
- 智秋友忠（智秋家の長男・「智秋」東京本社社長） - 潮哲也
- 智秋次郎（智秋家の次男） - 山口粧太
- 智秋公三（智秋家の三男・「智秋」取締役） - 吉満涼太
- 智秋房子（公三の妻） - 西牟田恵
- 早川益男（毎朝新聞日光支局の記者） - 木下ほうか
- 添田兼雄（智秋牧場 牧場長） - 宮坂ひろし
- 宮下昇治（牧童） - 阪本浩之
- 山田昌枝（山田の妻） - 棟里佳
- 藤沢（栃木県警日光東警察署刑事課 課長） - 有薗芳記
- 石山（刑事） - 弓削智久

第24作「鯨の哭く海」（2006年）
- 浅見 順子（画家・和生の妹） - 小沢真珠 ★
- 柴田亜希子（秩父まつり会館の案内係・元雑誌記者・背古と恵美子の娘） - 井上晴美
- 海野（和歌山県警太地警察署 主任） - 渋谷哲平
- 吉村禄郎（花いろどりの宿「花游」主人） - 長谷川哲夫
- 笹尾正晴（魚貝類の加工販売店経営） - 志村東吾
- 吉村節子（吉村の妻） - 棟里佳
- 白数（和歌山県警太地警察署 刑事・海野の部下） - 小野了
- 国民宿舎「白鯨」従業員 - 亜呂奈
- 背古徳二郎（ホームレス・捕鯨船の元砲手） - 徳山富夫
- 浅見和生（毎朝新聞太地支局の元記者・6年前に平見台園地の継子投の断崖から身を投げ死亡） - 遠矢武
- 荻原（埼玉県警秩父西警察署 刑事） - 伊藤延広
- 埼玉県警秩父西警察署 刑事 - 岸本啓孝
- 礼子（毎朝新聞太地支局の記者・和生の元同僚） - 菜月ひとみ
- 吉村香純（吉村と節子の娘・6年前に平見台園地の継子投の断崖から身を投げ死亡） - 大脇まどか
- 柴田緑（亜希子の娘） - 酒井美鳳佳
- 柴田恵美子（滝沢ダムの作業員・背古の元妻） - 白川和子
- 永野稔明（水産庁OB・捕鯨評論家） - 緒形幹太
- 浅見俊昭（順子と和生の父・東京大学法学部教授退官・浅見陽一郎の恩師） - 山本學

第25作「箸墓幻想」（2007年）
- 為保有里（為保と智映子の娘・大和女子大学の卒業生） - 前田愛 ★
- 島田いづみ（畝傍考古学研究所 研究員） - 筒井真理子
- 丸岡孝郎（畝傍考古学研究所 研究員） - 山崎一
- 市場（奈良県桜井警察署 刑事） - 石井洋祐
- 宮島（奈良県桜井警察署 刑事・市場の部下） - 安藤彰則
- 平沢徹（畝傍考古学研究所 課長） - 青山勝
- 為保智映子（為保の妻） - 村野友美
- 広瀬達也（畝傍考古学研究所 係長） - 山田良隆
- 長井明美（畝傍考古学研究所 所員・大和女子大学の卒業生・有里の先輩） - 神戸みゆき
- 溝越美砂緒（溝越の妻・小池が好きだった女性） - 淡路恵子（若き日：浦出華代）
- 石原（市立黒塚古墳展示館 館長） - 井原啓介
- 溝越史郎（骨董収集家・小池の親友・2002年11月5日死亡） - 木内さとし
- 小池拓郎（考古学者） - 梅野泰靖（若き日：唐沢大介）
- 薫（蕎麦屋店員・溝越の妹） - 柳川慶子
- 長井弥生（明美の祖母・大和女子大学の卒業生） - 草村礼子
- 為保一之（当麻寺 住職・浅見光彦が大学の卒論のとき世話になった） - 西田健

第26作「「紅藍の女」殺人事件」（2007年）
- 三郷夕鶴（ピアニスト） - 大河内奈々子 ★
- 甲戸麻矢（甲戸の娘・夕鶴の親友） - 仲代奈緒
- 半田（神奈川県警伊勢崎西警察署 刑事） - 井上高志
- 力岡勝（透子の夫） - 小宮健吾
- 飯塚（神奈川県警伊勢崎西警察署 刑事・半田の部下） - 志村東吾
- 泉野梅子（夕鶴と透子の叔母・伴太郎の妹） - 一紗まひろ
- 横堀昌也（紅花資料館 従業員・三郷家の元使用人） - 藤田啓而
- 吉野（神奈川県警伊勢崎西警察署 刑事・半田の部下） - 小嶋尚樹
- 三郷輝子（夕鶴と透子の母・伴太郎の妻） - 江波杏子
- 甲戸天洞（古美術商「叡天堂」社長・伴太郎の親友・牧師の息子） - 山崎海童
- 力岡透子（夕鶴の姉・旧姓「三郷」） - 中野若葉
- 黒崎賀久男（三郷家の元使用人・30年前の吉富芳枝殺害の容疑者 → 網走刑務所に服役） - 香川耕二
- 永岡信也（古美術商「叡天堂」従業員） - 水野純一
- 磯部（山形県警 刑事） - 源吾朗
- 30年前の検事 - 小杉幸彦
- 額地友延（網走刑務所の受刑者） - 松村時男
- 矢代（夕鶴のマネージャー） - 高橋義永
- 草野（巡査） - 巌大介
- 小野（山形県警 刑事） - 末宗慎吾
- 吉富芳枝（三郷家の元行儀見習い・30年前死亡） - 大浦理美恵
- 東木貴夫（古美術商「叡天堂」従業員・梅子の恋人） - 竹本孝之
- 三郷伴太郎（夕鶴と透子の父） - 峰岸徹

第27作「竹人形殺人事件」（2007年）
- 和村誠（中部観光交通 会長・瀬木山の後援会長） - 平幹二朗
- 片岡明子（福井中央日報社会部の記者・平石の恋人） - 遊井亮子 ★
- 平石吾郎（北光リサーチ 社員・福井中央日報社会部の元記者・藤田克夫の幼馴染） - 津田寛治
- 橋本（福井県警捜査二課 警部） - 伊藤洋三郎
- 江島徳三（「江島徳三竹工房」の竹人形師・嘉助の弟子） - 不破万作
- 奈良岡信太（大地主） - 勝部演之
- 瀬木山（福井県の代議士） - 石田太郎
- 料亭「えちぜん」女将 - 藤田三保子
- 木本（福井県警福井西警察署 主任） - 丸岡奨詞
- 西川（福井県警福井西警察署 刑事・木本の部下） - 菊池隆志
- 横山（福井県警福井西警察署 刑事・木本の部下） - 笠原紳司
- 本瀬（竹人形師・嘉助の弟子） - 青島健介
- 下井（福井中央日報デスク） - 深見亮介
- 大石光治（「越前竹人形の里」の竹人形師） - 園岡新太郎
- 奈良岡千代（奈良岡の妻） - 新海百合子
- 野地良作（嘉助の孫） - 渡邉昌宏
- 嘉助（竹人形師・17年前死亡） - 井原啓介
- 「三国観光ホテル」フロント - 下間志都香

第28作「耳なし芳一からの手紙」（2008年）
- 有田稲子（琵琶奏者） - 長山藍子
- 池宮果奈（池宮の娘・漫画家志望） - 松本莉緒 ★
- 永野仁一郎（永仁産業 前社長） - 勝部演之（若き日：川島大）
- 池宮孝雄（土建業の12代目社長） - 原田大二郎
- 高山隆信（人を殺したと言うバス乗客） - 徳井優
- 有田俊文（美容師・俊明と稲子の息子） - 森宮隆
- 芳一 - 宇宙
- 奥平悠一（依江の夫・戦死） - 岩間天嗣
- 有田俊明（琵琶奏者・稲子の夫・半年前死亡） - 井原啓介（若き日：永井慎一）
- 奥平悠次（漁師・悠一の弟） - 片桐竜次
- 手島（山口県警下関警察署 警部） - 中西良太
- 宿井（山口県警下関警察署 刑事・手島の部下） - 小嶋尚樹
- 永野継仁（永仁産業 社長・仁一郎の息子〈仁一郎と依江夫婦に子供ができず甥の継仁と養子縁組〉） - 大鷹明良
- 永野弘美（継仁の妻） - 棟里佳
- 船頭 - 谷本一
- 南（山口県警下関警察署 刑事・手島の部下） - 永田恵悟
- 池宮の若い衆 - 菊池隆志
- 永野依江（悠一の戦死後に仁一郎と再婚・旧姓「久保田」） - 池内淳子（若き日：恒吉梨絵）

第29作「熊野古道殺人事件」（2008年）
- 岳野春信（新宮大学文学部 研究室助手） - 塩野谷正幸
- 増田絹江（妙子の母） - 柳川慶子
- 礒島（和歌山県警熊野南警察署 警部） - 阪田マサノブ
- 横山（和歌山県警熊野南警察署 刑事・礒島の部下） - 宮吉康夫
- 川辺（和歌山県警熊野南警察署 刑事・礒島の部下） - 菊池隆志
- 岳野マキ（春信の妻） - 野村五十鈴
- 岳野利秋（春信の父） - 野村昇史
- 岳野千代（春信の母） - 池田道枝
- 松岡妙子（松岡の前妻・4年前死亡） - 元井須美子
- 新保宏美（新宮大学の学生） - 中野若葉
- 律子（松岡の秘書） - 河本千明
- 井坂（新宮大学の学生） - 小川信行
- 野沢（新宮大学の学生） - 田上晃吉
- 容子（新宮大学の学生） - 松浦唯
- 松岡小百合（松岡の後妻・趣味は絵画） - とよた真帆 ★
- 松岡正史（新宮大学文学部 教授〈4年前まで東都大学 教授〉・内田康夫の親友） - 夏八木勲

第30作「天河伝説殺人事件」（2008年）
- 水上秀美（和憲の孫・和春と菜津美の娘・和鷹の異母兄妹） - 田中美里 ★
- 水上和憲（水上流十九世宗家） - 神山繁
- 水上奈津美（和春の未亡人） - 山口いづみ
- 水上和鷹（能楽師・和憲の孫・和春と恋人の息子） - 東根作寿英
- 水上和春（和憲の息子・6年前死亡） - 東根作寿英（二役）
- 瀬田（警視庁新宿西警察署 警部） - 青山勝
- 気賀沢（奈良県警吉野警察署 刑事） - 小林健
- 森本（警視庁新宿西警察署 刑事・瀬田の部下） - 斉藤陽一郎
- 川島孝司（愛知県豊田市在住の男） - 永田耕一
- 天河神社の宮司 - 石田登星
- 広田（水上家の家庭医） - 井原啓介
- 竹宮（水上流高弟） - 菊池隆志
- 斉藤（水上流長老） - 高嶋宏行
- 岸野 - 田村学
- 友井（水上流高弟） - 石川雄亮
- 小西（奈良県警吉野警察署 刑事） - 新虎幸明
- 竹林院の女将 - 佐藤智美
- 天河神社の巫女 - 松浦唯
- 長原敏子（吉野北中学校の国語教師・川島の同級生で初恋の人） - 黒田福美
- 高崎義則（水上流分家筋長老） - 唐十郎

第31作「喪われた道」（2008年）
- 羽田記子（箏曲協会 事務員・栄三と幹子の孫・一昭と良美の娘） - 宮地真緒（幼少期：増田綸子） ★
- 羽田栄三（虚無僧研究会 会員・天城鉱業 → 中央電子化学工業 → 退職） - 柴田林太郎
- 吉原清治（尾加倉の秘書） - 吉満涼太
- 羽田幹子（栄三の妻） - 渡辺康子
- 羽田良美（栄三の娘） - 松井紀美江
- 佐瀬信夫（天城鉱業 → 土肥金山 金山資料館「黄金館」職員・栄三の天城鉱業時代の後輩） - 小島敏彦
- 羽田一昭（良美の夫・婿養子） - 小野了
- 新田（警視庁青梅中央警察署 警部） - 重松収
- 谷沢（警視庁青梅中央警察署 刑事・新田の部下） - ミョンジュ
- 川村（警視庁青梅中央警察署 刑事・新田の部下） - 天野勝弘
- 阿部（尾加倉家の近所の主婦） - 一紗まひろ
- 大平神社の巫女 - 亜呂奈
- 松本清達（清雲山法竜寺 住職） - 松熊信義
- 山下善十郎（郷土史研究家） - 園田裕久
- 死体遺棄現場の野次馬 - 鈴木雅
- 永井敏江（手打そば「やまびこ」店員） - 悠木千帆
- 水口（佐瀬の部下） - 福井晋
- 警官 - 高橋義永
- 矢部（神奈川県警土肥警察署 刑事） - 鶴森久大
- 井野（天城鉱業 → 中央電子化学工業 社員・栄三の天城鉱業時代からの友人・虚無僧研究会 会員） - 出光元
- 尾加倉大永（金融界のフィクサー） - 中山仁

第32作「箱庭」（2008年）
- 岡村里香（バレエのインストラクター） - 田丸麻紀（幼少期：バートン理沙） ★
- 三橋静江（日の出ヶ丘病院 看護師 → 旭光病院 看護師・浅見和子の中学時代の親友） - 芦川よしみ
- 瀬川（山口県警岩国警察署 警部） - 大門正明
- 岡村三枝子（「岩国観光ホテル」客室係・里香の母） - 風祭ゆき
- 小山田誠吾（業務用食器類販売店経営） - 掛田誠
- 依田（山口県警岩国警察署 刑事・瀬川の部下） - 志村東吾
- 辻谷友理子（宮島観光課スタッフ） - 亜呂奈
- 料亭「殿村」女将 - 棟里佳
- 純子（料亭「殿村」仲居） - 熊谷祐子
- 長嶺ゆきの（日の出ヶ丘病院 看護師・静江の元同僚） - 小川奈那
- 鶴井明（経営コンサルタント・小山田の高校の同級生） - 五宝孝一
- 塚山（大貫の秘書） - 福井晋
- 宮脇（山口県警岩国警察署 刑事・瀬川の部下） - 顔田顔彦
- 小松（警察庁特命捜査官・浅見陽一郎の部下） - 衣笠拳次
- 竹内美津子（警察庁特命捜査官・浅見陽一郎の部下） - 松沢有紗
- 警官 - 白井裕二
- 武知（広島県警 刑事） - 河野寛
- 峰沢総一郎（大貫の秘書・峰沢の息子） - 井田國彦
- 大貫泰三（山口県代議士） - 長谷川哲夫
- 峰沢由紀夫（岩国市観光協会 理事長） - 西田健

第33作「後鳥羽伝説殺人事件」（2009年）
- 野上（広島県警三次南警察署 主任） - 火野正平
- 桐山（広島県警本部捜査一課 警部） - 川岡大次郎
- 正法寺美也子（浅見祐子の友人） - 梅宮万紗子
- 池田謙二（三次東高等学校 教師・東都大学の卒業生） - 伊東孝明
- 木藤孝一（北備工業 社長・東都大学の卒業生・池田の同級生） - 神尾佑
- 土屋（広島県警三次南警察署 刑事・野上の部下） - 青島健介
- 落合（広島県警三次南警察署 刑事・野上の部下） - 沢井正棋
- 南（広島県警三次南警察署 鑑識） - まいど豊
- 新祖（三次駅 駅員） - 菊池隆志
- 古書店「尾道 譚海堂書店」店主 - 佐渡稔
- 正法寺尚之（美也子の兄） - 清河寛
- 春子（民宿「三崎屋」女将） - 村野友美
- 後鳥羽上皇 - 今井慎
- 曹洞宗功徳寺 住職 - 赤水惟延
- 紙芝居の人 - 村上享平
- 池田昌枝（池田の母） - 柳川慶子
- 森川（広島県警三次南警察署 刑事・野上の部下） - 山口良一
- 正法寺澄子（尚之と美也子の母） - 銀粉蝶

第34作「美濃路殺人事件」（2009年）
- 月岡三喜子（月岡と加代子の娘） - 馬渕英俚可 ★
- 鈴木司郎（愛知県警犬山東警察署 警部） - 逢坂じゅん
- 月岡和夫（宝石商） - 井上高志
- 高桑雅文（会社員・月岡の親友） - 五宝孝一
- 遠藤忠雄（白石和紙工房 社長・澤村の知り合い） - 小宮健吾
- 大宮（マルコ金物店不動産部 社員） - 深見亮介
- 松山（疎開の慰霊の会 幹事） - 佐々木一哲
- レポーター - 亜呂奈、佐々木カオル
- 警官 - 高橋義永
- 愛知県警犬山東警察署 刑事 - 末宗慎吾
- 月岡加代子（月岡の妻） - 大空眞弓
- 糸山（疎開の慰霊の会 出席者） - 今本洋子
- 沢口杏子（沢口の妻） - 堀優子
- 警視庁刑事 - 末吉康治
- 山本（大京物産名古屋出張所 所員） - 山下ゆり
- 武田（大京物産名古屋出張所 次長） - 森弥太郎
- 月岡家のお手伝い - 渡辺由紀
- 高桑義男（高桑の息子・和泉総合病院の入院患者） - 畔上慎次
- 澤村正（国の重要無形文化財） - 澤村正（本人役）
- 沢口福男（沢口不動産 社長・旧姓は木暮で沢口家と養子縁組） - 大和田伸也

#### 中村俊介版（第35作 - 第53作/2009年 - 2018年）
第35作「歌枕殺人事件」（2009年）
- 朝倉理絵（かるたクイーン・浅見奈美の友人・中学2年のとき母が病死） - 野波麻帆（幼少期：満薗梨奈） ★
- 浜田弘（窪村の助手） - 川崎麻世
- 千田謙三（宮城県警多賀城警察署刑事課 巡査部長・横山の部下） - 中西良太
- 秋山（窪村の助手） - 吉満涼太
- 朝倉義昭（理絵の父・3年前の2006年7月2日毒殺） - 伊藤延広
- 朝倉宏明（理絵の叔父・義昭の弟） - 小野了
- 朝倉信子（理絵の叔母・宏明の妻） - 渡辺康子
- 青根温泉「湯元 不忘閣」女将 - 竹下江里子
- 野森芳江（恒子の母） - 上岡紘子
- 朋子（民族資料館「釜房の家」学芸員） - 悠木千帆
- 葉子（窪村の助手） - 亜呂奈
- 矢島（宮城県警大河原東警察署 刑事） - ミョンジュ
- 宮城県警多賀城警察署 女性警官 - 高橋幸子
- 野森恒子（元中学校の国語教師・12年前の1997年8月13日絞殺） - 村井麻友美
- 横山（宮城県警多賀城警察署刑事課 課長） - 出光元
- 窪村孝義（東北文化大学文学部 教授） - 津嘉山正種

第36作「鐘」（2010年）
- 松川慧美（タウン誌ライター・義雄の妹） - 高野志穂 ★
- 畑谷昇（松川義雄の自殺を止めようとした男） - 青山勝
- 矢木沢（あしつき会のメンバー） - 遠山俊也
- 松川義雄（8月25日に蔦島の崖から転落死・老子製作所の元鋳造師・あしつき会の元メンバー） - 草野徹
- 弓岡正（居酒屋経営・婿養子・旧姓「村田」） - 笠兼三
- 田原（警視庁赤羽東警察署 刑事・升波の部下） - 朝倉伸二
- 木元（警視庁赤羽東警察署 刑事・升波の部下） - 山田アキラ
- 大原（香川県警高松北警察署 刑事） - 西山浩司
- 三木（香川県警高松北警察署 刑事） - 大和田悠太
- 聖林寺 住職 - 大門伍朗
- 松川道子（松川銅鐡店 店主・義雄と慧美の母） - 松井紀美江
- 畑谷誠子（畑谷の妻） - 棟里佳
- 小西伸江（義雄の恋人・12年前死亡） - 松下恵
- 大淀政男（あしつき会のメンバー・義雄の学生時代からの親友） - 菊池隆志
- 宮下（北日本新聞高岡支社 社員） - 鈴木省吾
- 小瀬（殺し屋） - 竹嶋康成
- 弓岡清恵（弓岡の妻） - 佐藤智美
- 長沼弘子（伸江の友人・12年前死亡） - 石野由梨
- 正善寺 住職の妻 - 元木佐代子
- 「ふくみつ崋山温泉」女将 - 東ゆう子
- 老子製作所 所長 - 西田健
- 升波（警視庁赤羽東警察署 警部） - 小宮孝泰
- 田野倉善三（あしつき会のメンバー・極雲寺の経理担当） - 川野太郎

第37作「長崎殺人事件」（2010年）
- 松波春香（女子大生・松波と美奈子の娘） - 前田亜季 ★
- 藤島（長崎県警長崎南警察署 主任） - 小野武彦
- 松波公一郎（老舗のカステラ屋「松翁軒」店主・「神の島」観光開発計画の反対派・長征会のメンバー） - 長谷川哲夫（若き日：芦田昌太郎）
- 松波美奈子（松波の妻・「松翁軒」店員） - 風祭ゆき
- 郡司（長崎県警長崎南警察署 刑事課長） - 青島健介
- 田村（長崎県警長崎南警察署 刑事・水島の部下） - 福井晋
- 安西（稲垣高志事務所の秘書・長征会のメンバー） - 井上高志
- 荒井省三（稲垣代議士の後援会幹部・「神の島」観光開発計画の反対派・長征会のメンバー） - 柴田林太郎
- 荒井文枝（荒井の妻） - 斎藤みどり
- 山崎誠次郎（柚紀子の伯父・長征会のメンバー） - 草薙良一
- 山岡庄次（カステラ屋「山庄」店主・「神の島」観光開発計画の賛成派の急先鋒） - 諏訪太朗
- 「開運 塩大福 すがも園」店主（松波の師匠） - 小島敏彦
- 園井完治（長崎南病院 院長・「神の島」観光開発計画の賛成派のリーダー・長征会のメンバー） - 野村信次
- 三上達也（松波の親友・長征会の元メンバー・去年の7月に水害で死亡） - 田中優樹
- 三上友江（三上の妻・去年の7月に水害で死亡） - 長谷部香苗
- 竹田（稲垣高志事務所の秘書） - 冨家規政
- 山崎柚紀子（造り酒屋「山崎本店酒造場」女将・長征会のメンバー） - 音無美紀子（若き日：村井麻友美）

第38作「十三の冥府」（2010年）
- 神尾容子（青森中央大学の学生・弓道部員） - 西原亜希 ★
- 神尾和子（「八戸シーガルビューホテル」女将・容子の母） - 烏丸せつこ
- 池田睦子（八荒神社の禰宜） - 久世星佳
- 浅子健一（青森県五戸警察署 主任・吉北の部下） - 渡辺哲
- 吉北祐太郎（青森県五戸警察署 警部） - 菅原大吉
- 木村（青森県五戸警察署 刑事・吉北の部下） - 草野とおる
- 三戸俊明（青森中央大学 准教授） - 春田純一
- 新谷高志（八荒神社の権禰宜） - 福井博章
- 湊博之（八荒神社の宮司） - 森次晃嗣
- 中川義一（青森県五戸警察署 刑事・吉北の部下） - 菊池隆志
- 谷内洋昭（谷内工務店 大工・谷内の息子） - 横山敬
- 北口善明（青森中央大学 助教授・本間の助手） - 斉藤陽一郎
- 松田由美子（青森中央大学 研究生） - 斎藤ナツ子
- 戸田（医師） - 江端英久
- 松内博子（青森スタンガン 店員） - 下間志都香
- 谷内洋蔵（谷内工務店 元社長・去年のねぶた祭の日に建築材木の下敷きになり死亡） - 井上捷一（ノンクレジット）
- 本間信也（青森中央大学 文学部歴史学科 教授） - 西田健
- 伊藤由依（お遍路・八荒神社の元巫女） - 黒田福美
- 東谷正子（シジミ漁師・八荒神社の元巫女） - 李麗仙

第39作「遺骨」（2011年）
- 森恵子（江月窯の窯元・エメラルド製薬 経理課 元社員） - 原史奈 ★
- 森喜美恵（恵子の母・偽名「石森里織」） - 朝加真由美
- 龍満智仁（エメラルド製薬 営業課長） - 江藤潤
- 高沢（栃木県警足尾東警察署 主任） - 剣持直明
- 小松（常隆寺 住職） - 逢坂じゅん
- 龍満麻里（龍満の妻） - 棟里佳
- 田口京子（田口の妻） - 長谷部香苗
- 小松正代（小松の妻） - 渡辺康子
- 田口信雄（エメラルド製薬 営業部営業推進課 係長 → 課長代理） - 松村時男
- 青木美佳（エメラルド製薬 社員・田口の部下） - 悠木千帆
- 尚美（大谷山荘の仲居・恵子の同級生） - 亜呂奈
- 極楽寺 住職 - 末吉康治
- 黒須（栃木県警足尾東警察署 刑事・高沢の部下） - 芹口康孝
- 安田（栃木県警足尾東警察署 刑事・高沢の部下） - 竹内和彦
- エメラルド製薬 受付嬢 - 山内萌子、藤倉琴美
- 田口（田口の息子・東京中央医療センターに心筋症で入院中） - 長瀬眞承
- 岡溝隆志（日本医師協会 職員〈実質的な仕事は加賀の秘書〉・元警察官） - 佐藤仁哉
- 加賀裕史郎（日本医師協会 前会長・エメラルド製薬 相談役〈以前は開発部 顧問〉） - 中山仁

第40作「棄霊島」、第一夜「軍艦島最後の赤ちゃん」、第二夜「さらば軍艦島」（2011年）
- 篠原雅子（平戸聖洛高等学校の音楽教師・軍艦島最後の赤ちゃん） - 南野陽子 ★
- 宇津野ゆかり（ピアニスト） - 星野真里
- 小幡（静岡県警菊川警察署 係長） - 柳沢慎吾
- 市川武司（静岡県警察 警視） - 鶴見辰吾
- 畠山浩美（後口の娘） - 小林綾子
- 岡田忠雄（綾子の夫・婿養子） - 大石吾朗
- 岡田綾子（岡田の娘） - 山口いづみ
- 多田則明（桧山の秘書・友子の父親違いの弟） - 五代高之
- 阿波秋人（端島神社の元宮司・1973年9月7日死亡） - 菊池隆志
- 畠山裕生（浩美の夫） - みやざこ夏穂
- 宮内（静岡県警菊川警察署 刑事・小幡の部下） - 西ノ園達大
- 松田（静岡県警菊川警察署 刑事・小幡の部下） - 青島健介
- 山下（静岡県警菊川警察署 刑事・小幡の部下） - 田上晃吉
- 後口能成（元長崎県警察 刑事〈6年前に退官〉・隠れキリシタンの末裔） - 左とん平（若き日：矢崎文也）
- 篠原一吉（漁師・軍艦島の元坑夫・雅子の父） - 勝野洋（若き日：蟹江一平）
- 篠原紀子（一吉の妻・雅子の母） - 宮崎美子（第一夜のみ）（若き日：朝倉亜実）
- 坑夫A - 新虎幸明
- 坑夫B - 八巻博史
- 坑夫C - 深澤尚吾
- 坑夫D - 鶴深ゆうじ
- 坑夫の妻A - 海老原礼子
- 坑夫の妻B - 泉水美和子
- 端島診療所 准看護師 - えくにあつこ
- 峰岡（松代大本営跡のスタッフ） - 小嶋尚樹（第一夜のみ）
- 坂本（長崎県警大浦警察署 刑事・後口の後輩） - 池田貴宏（第一夜のみ）
- 所長 - 山本哲也（第一夜のみ）
- 浜松市立総合医療センター 医師・岡田の担当医 - 吉岡扶敏（第一夜のみ）
- 芳子（浜松市立総合医療センター 看護師） - 藤田麻衣子（第一夜のみ）
- 羽田野政信（元海上自衛隊 海将補） - 大出俊（第二夜のみ）
- 小竹茂（倉田防衛庁長官の元筆頭秘書官） - 山田吾一（第二夜のみ）
- 阿波光昭（野母崎神社の宮司・阿波秋人の息子） - 青山勝（第二夜のみ）
- 岡村さくら（「浜名湖レークサイドプラザ」従業員・阿波秋人の娘・光昭の妹） - 比企理恵（第二夜のみ）
- 岡村洋平（無職・さくらの夫） - 湯江健幸（第二夜のみ）
- 大木（静岡県警浜松警察署 刑事） - 石塚義之（第二夜のみ）
- ハーバー従業員 - 鮎河圭吾（第二夜のみ）
- 時田（静岡県警菊川警察署 署長） - 西田健（第一夜のみ）
- 岡田二三代（岡田の妻） - 水野久美
- 岡田和彦（明都建設 会長・浜松市立総合医療センター 代表） - 神山繁（若き日：高野大）
- 多田友子（リゾートカフェ「オクターヴ」店主・ゆかりの実母） - 多岐川裕美
- 桧山泰造（財団法人「桧山教育財団」会長・岡田の親友） - 大滝秀治（若き日：和田啓作）

第41作「佐渡伝説殺人事件」（2011年）
- 駒津彩子（駒津と百合子の娘） - 原幹恵 ★
- 林道子（中央図書館の司書） - 長谷川真弓（3歳：渡辺杏実）
- 小堀（警視庁滝野川東警察署 係長） - 片桐竜次
- 村岡次郎（村岡帽子店 店主・東都大学経済学部の卒業生・駒津の同級生） - 小倉一郎（大学生：福島彰吾）
- 三輪昭二（東都大学 教授・東都大学の卒業生・駒津の同級生） - 中丸新将
- 駒津良雄（明和商事 常務取締役・東都大学経済学部の卒業生） - 及川いぞう
- 宮本（警視庁滝野川東警察署 刑事・小堀の部下） - 志村東吾
- 磯部（新潟県警佐渡北警察署 刑事） - 佐渡稔
- 吉野（警視庁滝野川東警察署 刑事・小堀の部下） - 沢井正棋
- 駒津百合子（駒津の妻） - 服部妙子
- 三輪正子（三輪の妻） - 前田真里衣
- 道子の母（元お遍路・40年前死亡） - 内田量子
- 佐渡島のばあさん - 大方斐紗子
- 加藤（漁師） - 小池榮
- 馬場（警視庁滝野川東警察署 署長） - 小野了
- 柳田（山河舎出版「月刊シリウス」担当） - 福井晋
- 塚原為男（山河舎出版の編集長） - 安藤彰則
- 谷田部健司（衆議院議員・東都大学経済学部の卒業生・駒津の同級生） - 大門正明（大学生：野杁俊希）

第42作「悪魔の種子」（2011年）
- 諏訪由紀子（岩手農業研究所 事務員・吉田須美子の小学校からの友人） - 遠藤久美子 ★
- 西見文明（岩手農業研究所 研究員・由紀子の恋人・花巻農業大学の卒業生） - 蟹江一平
- 上村浩（霞ヶ浦農業生物進化研究所 農林技官） - 吉岡扶敏
- 窪田一彦（茨城農業研究所 研究員・花巻農業大学の卒業生・西見の同期生） - 菊池隆志
- 窪田眞理（窪田の妻） - 中野若葉
- 山根（秋田県警湯沢警察署 主任） - 正名僕蔵
- 横澤（茨城県警土浦警察署 刑事） - 片岡弘鳳
- 高柳（秋田県警湯沢警察署 刑事・山根の部下） - 福本伸一
- 木村（秋田県警湯沢警察署 刑事・山根の部下） - 藤井宏之
- 山口（茨城県警土浦警察署 刑事・横澤の部下） - 佐野大樹
- 山内（役場職員） - 加藤満
- 渡辺信也（茨城農業研究所 研究員） - 原田文明
- 水野（ライスプラネット 社員） - 佐々木潤
- 中島（ライスプラネット 社員） - 湯川尚樹
- 大岡章雄（霞ヶ浦農業生物進化研究所 主任研究員） - 青山勝
- 高橋久美子（霞ヶ浦農業生物進化研究所 研究員） - 松本紀保
- 吉松和男（ライスプラネット 社長） - 伊藤洋三郎
- 大隅浩昭（マテリアメディカ 薬品開発部 主任） - 加藤大祐
- 丸井公軌（マテリアメディカ 常務） - 上杉祥三

第43作「還らざる道」（2012年）
- 雨宮正恵（一弘の孫・裕久と久子の娘） - 浅見れいな ★
- 瀬戸一弘（白陽インテリア 代表取締役会長） - 宝田明（若き日：野杁俊希）
- 猪野（岐阜県警恵那東警察署 刑事） - 赤塚真人
- 馬越（足助観光協会 職員・一弘の幼馴染） - 早川純一
- 雨宮久子（一弘の娘・忠雄の妹） - 木村理恵
- 雨宮裕久（白陽インテリア 社員・久子の夫） - 井上高志
- 瀬戸忠雄（白陽インテリア 取締役・一弘の息子） - 石川恵彩
- 瀬戸典子（忠雄の妻） - 松井紀美江
- 池上郷子（池上の妻） - 沢田亜矢子
- 池上貴章（加子母森林管理署 職員） - 掛田誠
- 多田（岐阜県警恵那東警察署 刑事課長） - 清水あお
- 堀沢（岐阜県警恵那東警察署 刑事） - 滝之助
- 武井（岐阜県警恵那東警察署 刑事） - 冨田真之介
- 琴絵（旅館「香嵐亭」女将） - 悠木千帆
- 瀬戸由蔵（木地師・一弘の父・50年前の1961年3月7日に木の下敷きになり死亡） - 下島明
- 後藤（曽山興産 社長） - 香川耕二
- 吉野（後藤の部下） - 吉満涼太
- 中山義雄（萬林通商 会長・一弘とは50年来の盟友） - 堀内正美

第44作「砂冥宮」（2012年）
- 須賀絢香（智文の孫・春男と幹子の娘） - 三倉茉奈 ★
- 轟栄（石川県警小松警察署 刑事） - ダンカン
- 中島由利子（九谷焼の職人・峰子の娘） - 姿晴香
- 中島峰子（九谷焼の職人・老人ホーム「山代の郷」入居者・信昭の恋人） - 日色ともゑ（若き日：織田美織）
- 大脇克子（大脇の妻） - 柳川慶子
- 須賀春男（智文の息子） - 青山勝
- 須賀幹子（春男の妻） - 松本紀保
- 轟幸子（轟の妻・大脇と克子の娘） - 棟里佳
- 轟真純（子供歌舞伎の役者・轟と幸子の娘・大脇と克子の孫） - 鈴木沙彩
- 滝川（石川県警小松警察署 刑事課長） - 石田信之
- 小池（石川県警小松警察署 刑事） - 菊池隆志
- 崎上進吾（賀能銀行 取締役部長・大脇の元部下） - 九十九一
- 上里（石川県警小松警察署 刑事） - 田上晃吉
- 松原（石川県警小松警察署 刑事） - 小林俊
- 住職 - 唐沢民賢
- 内灘町歴史民俗資料館「風と砂の館」職員 - 有安多佳子
- 高橋和広（北陸鉄道浅野川線北鉄金沢駅 駅員） - 真砂豪
- 水城信昭（東都大学 元学生・智文の同期・1953年10月25日死亡） - 浅野真哉
- 須賀智文（須賀家当主・東都大学の卒業生） - 黒部進（若き日：松永隼）
- 大脇忠暉（子供歌舞伎の指導員・北陸鉄道浅野川線 運転手 → 賀能銀行 → 退職） - 寺田農（若き日：山川賢太）
- 黄金井達夫（賀能銀行 会長） - 林与一（若き日：湯川尚樹）

第45作「志摩半島殺人事件」（2012年）
- 本橋嘉代（海女見習い・本橋と丹那子の娘） - 黒川智花 ★
- 岩崎夏海（海女・4年前に母が海で死亡） - 渋谷飛鳥
- 竹林（三重県警志摩警察署 刑事） - 志村東吾
- 田中（三重県警志摩警察署 刑事） - 福井晋
- 小池（三重県警志摩警察署 刑事） - 鈴木豊
- 石田（三重県警志摩警察署 刑事） - 野杁俊希
- 倉沢（三重県警志摩警察署 刑事課長・警部） - 重松収
- 袴田啓二郎（作家・元ヤクザ） - 土平ドンペイ
- 野村恒雄（山河舎出版「週刊シリウス」編集部の契約記者・毎朝新聞大島支局の元記者） - 内野智
- 袴田直美（袴田の妻） - 有沢比呂子
- 海藤（袴田の秘書） - 村上新悟
- 八重（海女） - 前沢保美
- 菊（海女） - 井上裕季子
- 大内（毎朝新聞大島支局の記者） - 江藤潤
- 沢井真由美（バー「マヤン」ママ・25年前に妹の紗保子が死亡） - 紫とも
- 安子（真由美の叔母） - 渡辺康子
- 千葉（大島町水産試験場 職員） - 小嶋尚樹
- 榎本（山河舎出版「週刊シリウス」編集部員） - 千葉誠樹
- 本橋丹那子（本橋の妻） - 田中美奈子
- 本橋幸雄（阿児町役場水産課 係長） - 風間トオル

第46作「はちまん」（2013年）
- 小内美由紀（カメラマン） - 黒谷友香 ★
- 松浦勇樹（文部科学省職員・高知県教育政策課長・美由紀の恋人） - 渡辺大
- 飯島昭三（元文部科学省職員・八幡信義隊の中尉） - 山谷初男（若き日：松浦慎一郎）
- 小内香代子（美由紀の祖母） - 草村礼子（若き日：織田美織）
- 河治良幸（信中建設 会長・八幡信義隊の上等飛行兵曹） - 浜田晃（若き日：中川逸星）
- 松本（長野県警中野警察署 主任） - 中西良太
- 鯉田敏子（鯉田雄作の娘） - 松井紀美江
- 飯島弘（飯島の息子） - 園岡新太郎
- 飯島洋美（弘の妻） - 村野友美
- 亀山神社の宮司 - 大門伍朗
- 水野（松浦の部下） - 青山勝
- 宮下和生（金久保の娘婿で秘書） - 菊池隆志
- 橋爪（高知県警高知南警察署 刑事） - 西村雄正
- 木瀬孝司（金久保の秘書） - 真砂豪
- 猪俣和則（長野県警中野警察署 巡査・松本の部下） - 湯川尚樹
- 鯉田雄作（八幡信義隊の中尉・先月死亡） - 沖田弘二
- 高野（高知県警高知南警察署 刑事） - 山東文発
- 小池（長野県警中野警察署 刑事・松本の部下） - 横井翔二郎
- 飯島たちの上官 - 菅野圭
- 吉永孝雄（若宮八幡宮の宮司・八幡信義隊の隊員） - 米倉斉加年（若き日：畠山拓也）
- 金久保章（代議士・元スポーツ議員同盟 会長・八幡信義隊の飛行兵曹長） - 西沢利明（若き日：松永隼）
- 高塚健司（松浦の母方の祖父・八幡信義隊の中尉） - 山本學

第47作「平城山を越えた女」（2013年）
- 阿部美果（学英社 編集部員） - 遊井亮子 ★
- 保坂清子（日本歴史博物館 職員・保坂の娘） - 嘉門洋子
- 保坂康裕（偽「野平隆夫」・中興商事 元秘書） - 中島久之
- 武男（茶店「三角屋」店主） - 逢坂じゅん
- 初枝（茶店「三角屋」店員・武男の妻） - 雪代敬子
- 新薬師寺 堂守 - 江幡高志
- 野平隆夫（中興商事総務部庶務課 課長代理） - 浅見小四郎
- 野平繁子（白山物産 社員・野平の元妻の連れ子） - 宮本郁子
- 井原（白山物産 社員・繁子の恋人） - 松尾英太郎
- 東谷（京都府木津北警察署 警部） - 奥田達士
- 石塚（京都府木津北警察署 刑事・東谷の部下） - 内田健介
- 吉本（京都府木津北警察署 刑事・東谷の部下） - ミョンジュ
- 土山（京都府木津北警察署 刑事・東谷の部下） - 兒玉宣勝
- 日本歴史博物館 職員 - 悠木千帆
- 小泉（学英社 編集長・美果の上司） - 加藤忠可
- 初谷（古美術「叡文堂」店員） - 島津健太郎
- 大覚寺 住職 - 高橋賢一
- 美果を車で連れ去ろうとする男 - 吉田龍一
- 河路昭典（古美術「叡文堂」店主・東都大学古美術研究会出身） - 鶴田忍（大学生：谷本幸優）
- 細岡英太郎（日本歴史博物館 名誉顧問・東都大学古美術研究会出身） - 石田太郎（大学生：小川啓太）
- 橋口亮二（中興商事 社長・東都大学古美術研究会出身） - 大和田伸也（大学生：野杁俊希）

第48作「幻香」（2013年）
- 国井由香（パリ在住の調香師・国井と真由子の娘） - 原田夏希 ★
- 西原マヤ（西原香料研究所 調香師・西原とリサの娘） - 市川由衣
- 山北（栃木県警栃木南警察署 刑事） - せんだみつお
- 国井和男（調香師・「三位一体の香水」発明者・8年前死亡） - 隆大介
- 西原哲也（西原香料研究所 所長） - 青山勝
- 戸村浩二（調香師・国井の弟子・由香の恋人） - 中原裕也
- 畑野（栃木県警栃木南警察署 刑事・山北の部下） - みやざこ夏穂
- 田所紀代（田所の妻） - 村野友美
- 田所啓一（井崎商事 社員・田所と紀代の息子） - 湯川尚樹
- 井上（井崎商事 社員） - 菊池隆志
- 河本（栃木県警栃木南警察署 刑事・山北の部下） - 真砂豪
- 国井真由子（国井の妻・2003年1月20日にモーターボートの操縦ミスで事故死） - 河野しずか
- 西原リサ（西原の妻・西原香料研究所 元調香師・2003年1月20日に真由子の運転するモーターボートに同乗して事故死） - 石巻美香
- 沼田皇奈子（沼田皇漢製薬 香水研究所 所長・国井の弟子） - 青山倫子
- 守山菊江（由香の母方の祖母） - 島かおり
- 田所真（湯西警察署掛水村警察官駐在所 駐在員・巡査長・国井の幼馴染） - 中西良太
- 蒲生慎司（沼田皇漢製薬 開発部長） - 片桐竜次

第49作「不等辺三角形」（2014年）
- 正岡美誉（佑直と節子の娘） - 野村佑香（幼少期：堰沢結衣） ★
- 井上邦香（孝夫の娘） - 平田薫
- 井上孝夫（仙台箪笥「井上箪笥工房」店主） - 江藤潤
- 野崎（愛知県警中川警察署 警部） - 峰竜太
- 正岡節子（佑直の妻） - 紫とも
- 正岡雅子（錦恵の母・佑直の祖母・20年前死亡） - 池田道枝（若き日：仙波恵理）
- 柏倉哲（正岡家の執事・正岡家の別荘「陽奇荘」管理人・身寄りのない柏倉を雅子が引き取った） - 岡本富士太
- 岩澤良和（「井上箪笥工房」に忍び込んだ男） - 近江谷太郎
- 坂城古太郎（古美術商） - 吉満涼太
- 近田守右（「丸森 岩理屋敷」岩理屋敷番頭） - 山崎満
- 倉持（宮城県警秋保警察署 刑事課長） - 青島健介
- 松浦（愛知県警中川警察署 巡査部長・野崎の部下） - 竹尾一真
- 岩澤良和のいとこ - 川田しのぶ
- 前田（宮城県警秋保警察署 刑事・倉持の部下） - 久保山知洋
- 正岡佑直（正塚屋百貨店 十六代当主・先祖は織田信長の寵臣・浅見陽一郎の大学の同期） - 佐戸井けん太
- 河村忠治（正塚屋百貨店 秘書） - 金田賢一
- 正岡錦恵（美誉の大伯母・名古屋医科大学付属病院の入院患者） - 長山藍子

第50作「貴賓室の怪人」（2014年）
- 堀田久代（豪華客船「飛鳥II」フロントオフィサー） - 藤澤恵麻 ★
- 神田功平（「飛鳥II」ロイヤルスイートの乗船客・山形病院 元理事長） - 竜雷太
- 神田千恵子（「飛鳥II」ロイヤルスイートの乗船客・神田の妻） - 長谷川稀世
- 松原京一郎（「飛鳥II」ロイヤルスイートの乗船客・元貿易会社社長） - 清水章吾
- 松原泰子（「飛鳥II」ロイヤルスイートの乗船客・松原の妻） - 久野綾希子
- 後閑富美子（「飛鳥II」スイートの乗船客） - 山崎直子
- 後閑真知子（「飛鳥II」スイートの乗船客・富美子の妹） - 雛形あきこ
- 後藤大介（「飛鳥II」スイートの乗船客・元警察官） - 不破万作
- 後藤瑞依（「飛鳥II」スイートの乗船客・後藤の妻） - 松井紀美江
- 和田隆正（「飛鳥II」スイートの乗船客・円山書房 編集記者） - 正名僕蔵
- 志藤博志（「飛鳥II」のマジシャン） - 井田國彦
- 村田満（「飛鳥II」乗船客・恐喝の前科者） - 井上純一
- 船越（「飛鳥II」メディカルセンターの医師） - 佐々木勝彦
- 八田野英之（「飛鳥II」船長） - 綿引勝彦
- 江藤美希（「飛鳥II」ファーストパーサー） - 小林綾子
- 勝俣（「飛鳥II」機関長） - 出口高司
- 花岡文昭（「飛鳥II」チーフパーサー） - 菊池隆志
- 礼子（雑誌「旅と歴史」編集者） - 麻生かほ里
- 円山書房 女性編集長 - 中野若葉
- 毎朝新聞山形支局 支局長 - 小嶋尚樹
- 真知子の婚約者（故人） - 真砂豪
- 「飛鳥II」スタッフ - 橋村琢哉
- 堀内清隆（17年前死亡） - 松永隼
- 「飛鳥II」のマジシャン - 小林眞琴
- ウラジオストク警察 - マキシム・コレスニク、エドワード・ベンスコビッチ
- 植竹ひで子（「飛鳥II」メディカルセンターの看護師） - 吉井怜

第51作「中央構造帯〜平将門伝説殺人事件〜」（2014年）
- 阿部奈緒美（日本長期産業銀行国際部外為課 行員・浅見光彦の大学の同期） - 星野真里 ★
- 田中誠一（日本長期産業銀行国際部外為課 次長・奈緒美の上司） - 長谷川朝晴
- 前原ひとみ（日本長期産業銀行国際部外為課 行員・奈緒美の同僚） - 洞口依子
- 須藤（千葉県市川南警察署 刑事・長橋の部下） - 千賀健永
- 堀江晶代（日本長期産業銀行国際部外為課 行員・奈緒美の同僚） - 木下あゆ美
- 深田圭造（日本長期産業銀行 頭取） - 山田明郷
- 渡辺英子（日本長期産業銀行事業推進部 元行員・渡辺の妻） - 相本久美子
- 井田淑子（井田の妻） - 棟里佳
- 井田健一（日本長期産業銀行事業推進部 元部長・7年前死亡） - 福本伸一
- 渡辺（日本長期産業銀行事業推進部 元課長・井田の元部下・病死） - 及川いぞう
- 代田聡（企業ゴロ） - 今奈良孝行
- 長橋（千葉県市川南警察署 刑事部長） - 新井康弘
- 中町（日本長期産業銀行 総務部長） - 大高洋夫
- 船引クリニック 看護師 - しのへけい子
- 木村広子（船引の娘・故人） - 野間洋子
- 大西大八郎（日本長期産業銀行 前頭取・船引の戦友・故人） - 櫻井保幸
- 高島又左衛門（元工務店社長） - 勝部演之
- 阿部幸正（奈緒美の祖父・幼い頃両親を亡くした奈緒美のたった一人の肉親） - 長谷川哲夫
- 船引一馬（船引クリニック 経営者・10年前に医師を引退・日本長期産業銀行 元指定医） - 品川徹

第52作「神苦楽島」（2015年）
- 松雪真弓（「淡路センターテレビ」ディレクター・悠理の幼馴染） - 安達祐実 ★
- 山元博史（「淡路センターテレビ」番組制作部長） - 菊池均也
- 三浦延之（国土交通省職員） - 山崎銀之丞
- 相島雅一（「淡路センターテレビ」プロデューサー・三浦の小学校の後輩） - 木下ほうか
- 藤田次男（神戸新報淡路支局編集部の記者・藤田克夫の甥） - 隈部洋平
- 中田誠吾（悠理の父） - 堀内正美
- 武井良之（「淡路センターテレビ」社員） - 篠田光亮
- 中田悠理（建設会社社員・本籍地は淡路島） - 上野なつひ
- 中田晴美（悠理の母） - 鈴川法子
- 北島健太（兵庫県警淡路島警察署 刑事） - 西尾塁
- 平沢義直（元医師） - 峰蘭太郎
- 加藤浩平（陽修会 元代表・15年前死亡） - 多賀勝一
- 吉岡（岸松建設 社員） - 小嶋尚樹
- 新宮の警護 - 湯浅崇
- 陽修会 受付 - 小林茉利江
- 佐俣洋和（兵庫県警淡路島警察署 刑事） - モト冬樹
- 長谷川幸一（警視庁上野東警察署 刑事課長） - 佐戸井けん太
- 西岡光子（小学校教諭） - 島かおり
- 新宮日出夫（陽修会代表） - 津川雅彦

第53作「浅見光彦殺人事件」（2018年）
- 寺沢詩織（翻訳家・大輔と美咲の娘） - 上原多香子 ★
- 川根弘三（広島県警広島北警察署 刑事） - 大河内浩
- 寺沢美咲（作家・大輔の妻・去年癌で死亡） - 山下容莉枝
- 寺沢大輔（成都物産 財務部長） - 遠山俊也
- 寺沢雅子（詩織の伯母・豊の妻） - 真瀬樹里
- 野木和芳（成都物産 社員） - 姜暢雄
- 寺沢豊（詩織の伯父・大輔の兄） - 平賀雅臣
- 安田（成都物産 社員） - 堀田勝
- 村上（児童養護施設「からたちの家」園長） - 柴田林太郎
- 笠井（警視庁鷺宮警察署 刑事） - 田中啓三
- 中田（広島県警広島北警察署 刑事） - 吉田雄樹
- 内藤（福岡県警柳川南警察署 副署長） - 尾﨑祐司
- 井上（福岡県警柳川南警察署 刑事） - 野杁俊希
- 柏木（警視庁鷺宮警察署 刑事・笠井の部下） - 湖木信乃介
- 川田（大輔の家の近所の主婦） - 堀田ヤスヨ
- 奥田一朗（江田島紡績 社員・成都物産との合併反対派の急先鋒） - 鈴木義君
- アナウンサー - 井上あかね
- 下川健一（怪盗X団のメンバー・偽者の「浅見光彦」） - 園山敬介（整形後：中村俊介〈二役〉）
- 下川純子（健一の母・健一が2歳のとき死亡） - 藤堂海
- 柳川市観光案内所 職員 - 坂口聡
- 柳川市観光協会 ガイド - 松尾佳苗
- うなぎ屋「万榮堂」店員 - 稲永幸代
- 添島良三郎（成都物産 常務） - 田中健

## スタッフ
- 原作 - 内田康夫
- 企画 - 橋爪駿輝、加藤達也
- 脚本 - 岡崎由紀子
- 音楽 - 渡辺俊幸
- 演出 - 柿沼竹生
- プロデューサー - 金丸哲也（東映）、小林浩司[注 8]（彩の会）、吉田紀子（彩の会）
- 制作 - フジテレビ、彩の会
- 制作著作 - フジテレビ

### 過去のスタッフ
- 企画 - 小林義和（フジテレビ）、西本泰子（フジテレビ）、遠藤龍之介（フジテレビ）、清水賢治（フジテレビ）、西淵憲司（フジテレビ）、瀧山麻土香（フジテレビ）、長部聡介（フジテレビ）、荒井昭博（フジテレビ）、保原賢一郎（フジテレビ）、和田行（フジテレビ）、後藤博幸（フジテレビ）、現王園佳正（フジテレビ）、金井卓也（フジテレビ）、成河弘明（フジテレビ）、小池秀樹
- 脚本 - 小林俊一（彩の会）、大久保昌一良、吉川直宏、関根俊夫、峯尾基三、寺田敏雄
- 演出 - 小林俊一（彩の会）、金佑彦、林憲昭、小平裕、舛田明廣、葉山浩樹
- プロデューサー - 中曽根千治（東映）、武部直美（東映）、小林俊一（彩の会）、大下晴義（彩の会）
- 制作 - 東映

## 放送日程

### 榎木孝明版
| 話数 | 放送回 | 放送日         | サブタイトル                      | 原作                   | ヒロイン   | 脚本              | 演出     | 視聴率 |
| ---- | ------ | -------------- | --------------------------------- | ---------------------- | ---------- | ----------------- | -------- | ------ |
| 1    | 第1作  | 1995年12月08日 | 伊香保殺人事件                    | 『伊香保殺人事件』     | 鮎ゆうき   | 大久保昌一良      | 小林俊一 | 15.3%  |
| 2    | 第2作  | 1996年05月17日 | 横浜殺人事件                      | 『横浜殺人事件』       | 国生さゆり | 大久保昌一良      | 小林俊一 | 14.0%  |
| 3    | 第3作  | 11月22日       | 唐津佐用姫伝説殺人事件            | 『佐用姫伝説殺人事件』 | 南野陽子   | 大久保昌一良      | 小平裕   | 17.3%  |
| 4    | 第4作  | 1997年07月25日 | 津和野殺人事件                    | 『津和野殺人事件』     | 森口瑤子   | 大久保昌一良      | 小林俊一 | 14.9%  |
| 5    | 第5作  | 12月19日       | 別府・姫島殺人事件                | 『姫島殺人事件』       | 小林恵     | 大久保昌一良      | 小平裕   | 17.8%  |
| 6    | 第6作  | 1998年07月17日 | 漂泊の楽人 〜越後・沼津殺人事件〜 | 『漂泊の楽人』         | 藤谷美紀   | 大久保昌一良      | 舛田明廣 | 18.9%  |
| 7    | 第7作  | 11月20日       | 恐山殺人事件                      | 『恐山殺人事件』       | 大路恵美   | 大久保昌一良      | 小平裕   | 21.8%  |
| 8    | 第8作  | 1999年07月02日 | 平家伝説殺人事件                  | 『平家伝説殺人事件』   | 森下涼子   | 大久保昌一良      | 小林俊一 | 15.2%  |
| 9    | 第9作  | 10月08日       | 斎王の葬列                        | 『斎王の葬列』         | 高橋かおり | 大久保昌一良      | 小平裕   | 17.6%  |
| 10   | 第10作 | 2000年10月27日 | イーハトーブの幽霊                | 『イーハトーブの幽霊』 | 平山綾     | 大久保昌一良      | 小林俊一 | 17.3%  |
| 11   | 第11作 | 2001年03月30日 | 皇女の霊柩                        | 『皇女の霊柩』         | 遠野凪子   | 大久保昌一良      | 小平裕   | 19.7%  |
| 12   | 第12作 | 7月06日        | 三州吉良殺人事件                  | 『三州吉良殺人事件』   | 中山忍     | 関根俊夫 吉川直宏 | 小林俊一 | 19.5%  |
| 13   | 第13作 | 11月30日       | 津軽殺人事件                      | 『津軽殺人事件』       | 石原万理絵 | 大久保昌一良      | 小平裕   | 15.8%  |
| 14   | 第14作 | 2002年04月12日 | 黄金の石橋                        | 『黄金の石橋』         | 安達祐実   | 関根俊夫 吉川直宏 | 小林俊一 | 18.3%  |

- 視聴率はビデオリサーチ調べ、関東地区・世帯

### 中村俊介版
| 話数 | 放送回 | 放送日           | サブタイトル                          | 原作                     | ヒロイン     | 脚本       | 演出            | 視聴率 |
| ---- | ------ | ---------------- | ------------------------------------- | ------------------------ | ------------ | ---------- | --------------- | ------ |
| 1    | 第15作 | 2003年02月28日   | 金沢殺人事件                          | 『金沢殺人事件』         | 後藤理沙     | 峯尾基三   | 小平裕          | 19.7%  |
| 2    | 第16作 | 5月16日          | 日蓮伝説殺人事件                      | 『日蓮伝説殺人事件』     | 菊池麻衣子   | 峯尾基三   | 小林俊一        | 16.7%  |
| 3    | 第17作 | 8月22日          | 秋田殺人事件                          | 『秋田殺人事件』         | 加藤夏希     | 峯尾基三   | 小平裕          | 18.7%  |
| 4    | 第18作 | 2004年03月19日   | しまなみ幻想 －愛媛・今治殺人事件－   | 『しまなみ幻想』         | 大塚ちひろ   | 峯尾基三   | 小林俊一 林憲昭 | 17.3%  |
| 5    | 第19作 | 4月09日          | ユタが愛した探偵                      | 『ユタが愛した探偵』     | 知念里奈     | 峯尾基三   | 小平裕          | 15.6%  |
| 6    | 第20作 | 2005年01月14日   | 化生の海 －北前船殺人事件－           | 『化生の海』             | 藤谷美紀     | 峯尾基三   | 小林俊一        | 15.9%  |
| 7    | 第21作 | 4月01日          | 熊本・菊池伝説殺人事件                | 『菊池伝説殺人事件』     | 中山エミリ   | 峯尾基三   | 金佑彦          | 14.9%  |
| 8    | 第22作 | 2006年02月24日   | 「首の女」殺人事件                    | 『「首の女」殺人事件』   | 紫吹淳       | 吉川直宏   | 林憲昭          | 15.0%  |
| 9    | 第23作 | 4月07日          | 日光殺人事件                          | 『日光殺人事件』         | 原沙知絵     | 峯尾基三   | 金佑彦          | 16.1%  |
| 10   | 第24作 | 10月13日         | 鯨の哭く海                            | 『鯨の哭く海』           | 小沢真珠     | 峯尾基三   | 小林俊一        | 15.4%  |
| 11   | 第25作 | 2007年02月02日   | 箸墓幻想                              | 『箸墓幻想』             | 前田愛       | 峯尾基三   | 金佑彦          | 15.2%  |
| 12   | 第26作 | 3月30日          | 「紅藍の女」殺人事件                  | 『「紅藍の女」殺人事件』 | 大河内奈々子 | 峯尾基三   | 林憲昭          | 14.9%  |
| 13   | 第27作 | 10月26日         | 竹人形殺人事件                        | 『竹人形殺人事件』       | 遊井亮子     | 峯尾基三   | 金佑彦          | 15.3%  |
| 14   | 第28作 | 2008年01月11日   | 耳なし芳一からの手紙                  | 『耳なし芳一からの手紙』 | 松本莉緒     | 峯尾基三   | 金佑彦          | 16.1%  |
| 15   | 第29作 | 1月18日          | 熊野古道殺人事件                      | 『熊野古道殺人事件』     | とよた真帆   | 峯尾基三   | 金佑彦          | 12.6%  |
| 16   | 第30作 | 1月25日          | 天河伝説殺人事件                      | 『天河伝説殺人事件』     | 田中美里     | 峯尾基三   | 金佑彦          | 13.8%  |
| 17   | 第31作 | 5月02日          | 喪われた道                            | 『喪われた道』           | 宮地真緒     | 峯尾基三   | 小林俊一        | 13.4%  |
| 18   | 第32作 | 9月19日          | 箱庭                                  | 『箱庭』                 | 田丸麻紀     | 峯尾基三   | 林憲昭          | 14.4%  |
| 19   | 第33作 | 2009年04月10日   | 後鳥羽伝説殺人事件                    | 『後鳥羽伝説殺人事件』   | －           | 峯尾基三   | 金佑彦          | 12.7%  |
| 20   | 第34作 | 6月12日          | 美濃路殺人事件                        | 『美濃路殺人事件』       | 馬渕英俚可   | 小林俊一   | 小林俊一        | 16.2%  |
| 21   | 第35作 | 10月02日         | 歌枕殺人事件                          | 『歌枕殺人事件』         | 野波麻帆     | 峯尾基三   | 林憲昭          | 13.7%  |
| 22   | 第36作 | 2010年01月08日   | 鐘                                    | 『鐘』                   | 高野志穂     | 峯尾基三   | 金佑彦          | 12.5%  |
| 23   | 第37作 | 4月30日          | 長崎殺人事件                          | 『長崎殺人事件』         | 前田亜季     | 峯尾基三   | 林憲昭          | 13.1%  |
| 24   | 第38作 | 9月24日          | 十三の冥府                            | 『十三の冥府』           | 西原亜希     | 峯尾基三   | 金佑彦          | 13.0%  |
| 25   | 第39作 | 2011年01月14日   | 遺骨                                  | 『遺骨』                 | 原史奈       | 峯尾基三   | 小林俊一        | 14.0%  |
| 26   | 第40作 | 5月06日 （前編） | 棄霊島 第一夜「軍艦島最後の赤ちゃん」 | 『棄霊島』               | 南野陽子     | 峯尾基三   | 金佑彦          | 14.4%  |
| 26   | 第40作 | 5月07日 （後編） | 棄霊島 第二夜「さらば軍艦島」         | 『棄霊島』               | 南野陽子     | 峯尾基三   | 金佑彦          | 13.3%  |
| 27   | 第41作 | 9月16日          | 佐渡伝説殺人事件                      | 『佐渡伝説殺人事件』     | 原幹恵       | 峯尾基三   | 小林俊一 林憲昭 | 12.8%  |
| 28   | 第42作 | 11月18日         | 悪魔の種子                            | 『悪魔の種子』           | 遠藤久美子   | 峯尾基三   | 金佑彦          | 16.2%  |
| 29   | 第43作 | 2012年01月27日   | 還らざる道                            | 『還らざる道』           | 浅見れいな   | 峯尾基三   | 林憲昭          | 13.8%  |
| 30   | 第44作 | 4月27日          | 砂冥宮                                | 『砂冥宮』               | 三倉茉奈     | 峯尾基三   | 金佑彦          | 12.5%  |
| 31   | 第45作 | 7月20日          | 志摩半島殺人事件                      | 『志摩半島殺人事件』     | 黒川智花     | 峯尾基三   | 小林俊一        | 13.1%  |
| 32   | 第46作 | 2013年01月11日   | はちまん                              | 『はちまん』             | 黒谷友香     | 峯尾基三   | 金佑彦          | 09.9%  |
| 33   | 第47作 | 5月10日          | 平城山を越えた女                      | 『平城山を越えた女』     | 遊井亮子     | 峯尾基三   | 林憲昭          | 11.2%  |
| 34   | 第48作 | 9月06日          | 幻香                                  | 『幻香』                 | 原田夏希     | 峯尾基三   | 金佑彦          | 12.5%  |
| 35   | 第49作 | 2014年01月17日   | 不等辺三角形                          | 『不等辺三角形』         | 野村佑香     | 峯尾基三   | 柿沼竹生        | 10.8%  |
| 36   | 第50作 | 4月04日          | 貴賓室の怪人                          | 『貴賓室の怪人』         | 藤澤恵麻     | 峯尾基三   | 金佑彦          | 10.9%  |
| 37   | 第51作 | 12月05日         | 中央構造帯 平将門伝説殺人事件         | 『中央構造帯』           | 星野真里     | 峯尾基三   | 柿沼竹生        |        |
| 38   | 第52作 | 2015年09月04日   | 神苦楽島                              | 『神苦楽島』             | 安達祐実     | 寺田敏雄   | 葉山浩樹        | 10.8%  |
| 39   | 第53作 | 2018年03月29日   | 浅見光彦殺人事件                      | 『浅見光彦殺人事件』     | 上原多香子   | 岡崎由紀子 | 柿沼竹生        | 10.2%  |

- 視聴率はビデオリサーチ調べ、関東地区・世帯